# Daneţi
Daneţi es una comuna ubicada en el distrito de Dolj, Rumania.

## Superficie
Posee una superficie de 105,8 kilómetros cuadrados.

## Demografía
Hasta 2021 la población era de 5131 habitantes, con una densidad de población de 48,51 habitantes por kilómetro cuadrado.